# Miradoux
Miradoux (gaskognisch Miradors) ist eine französische Gemeinde mit 532 Einwohnern (Stand 1. Januar 2022) im Département Gers in der Region Okzitanien; sie gehört zum Arrondissement Condom und zum Gemeindeverband Lomagne Gersoise. Die Bewohner nennen sich Miradouzains/Miradouzaines.

## Geografie
Miradoux liegt auf einer Anhöhe rund 48 Kilometer westlich der Stadt Montauban im Nordosten des Départements Gers.

## Geschichte
Der Ort ist eine Station an der Via Podiensis, einem der Wege der Jakobspilger nach Santiago de Compostela. Miradoux wurde im Jahr 1253 als Bastide gegründet und ist die älteste noch bestehende Bastide im Département Gers. Der Ort liegt in der Lomagne, die im Mittelalter eine Vizegrafschaft war. Die Gemeinde gehörte von 1793 bis 1801 zum District Lectoure. Zudem war. Die Gemeinde war von 1801 bis 1926 dem Arrondissement Lectoure zugeteilt. Dieses wurde 1926 aufgelöst und die Gemeinde Teil des Arrondissements Condom.

## Bevölkerungsentwicklung
| Jahr                       | 1962 | 1968 | 1975 | 1982 | 1990 | 1999 | 2006 | 2014 | 2020 |
| Einwohner                  | 837  | 728  | 654  | 647  | 594  | 497  | 515  | 519  | 537  |
| Quellen: Cassini und INSEE |      |      |      |      |      |      |      |      |      |

## Sehenswürdigkeiten
- Kirche Saint-Orens-et-Saint-Louis aus dem 16. Jahrhundert (teils 19. Jahrhundert), Monument historique seit 1978[1]
- Château de Fieux, Schloss mit Kapelle
- Denkmal für die Gefallenen[2]
- Quelle und Brunnen Fontaine de Condé
- mehrere Wegkreuze und Madonnenstatuen

Quelle:

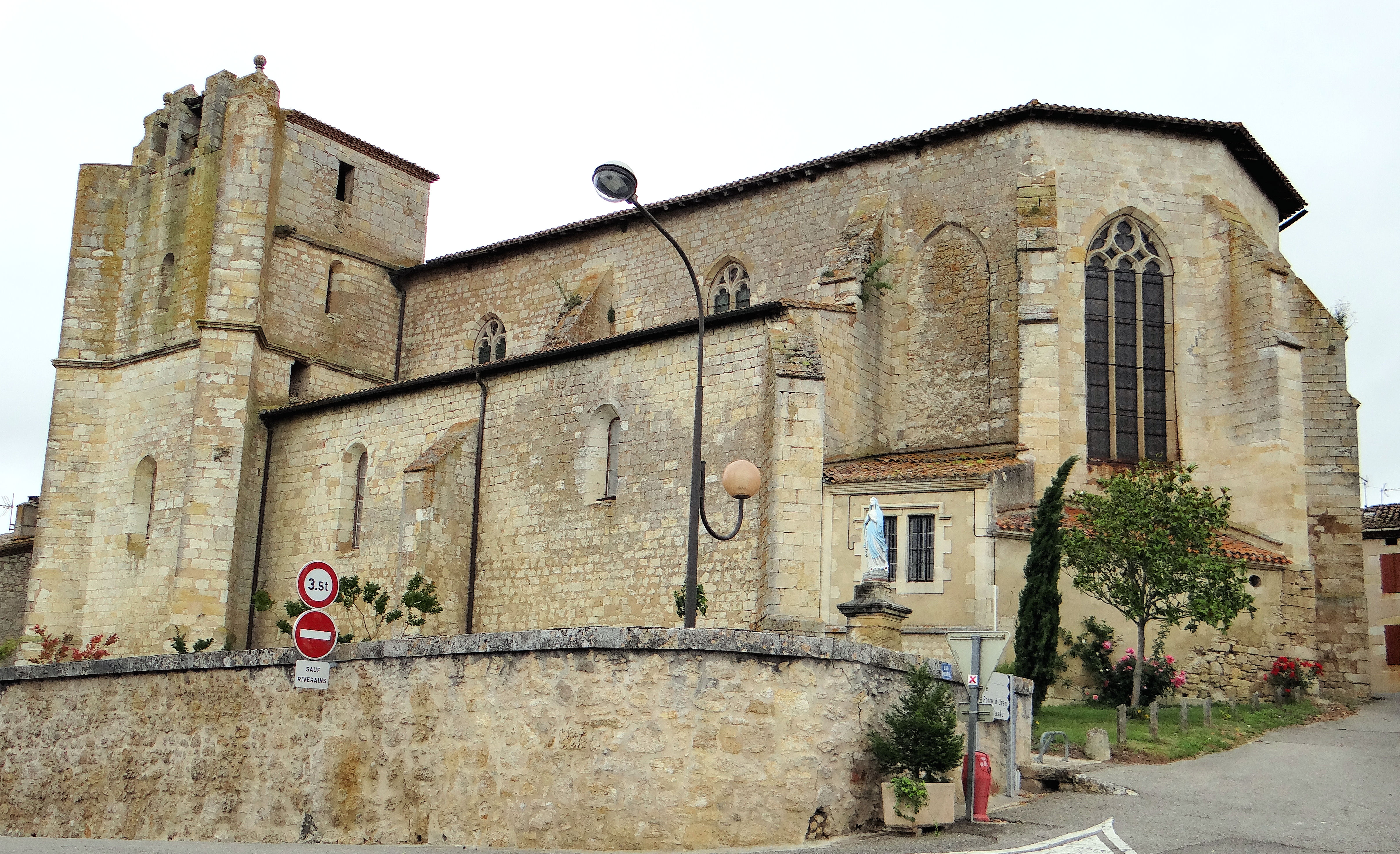
Kirche Saint-Orens-et-Saint-Louis
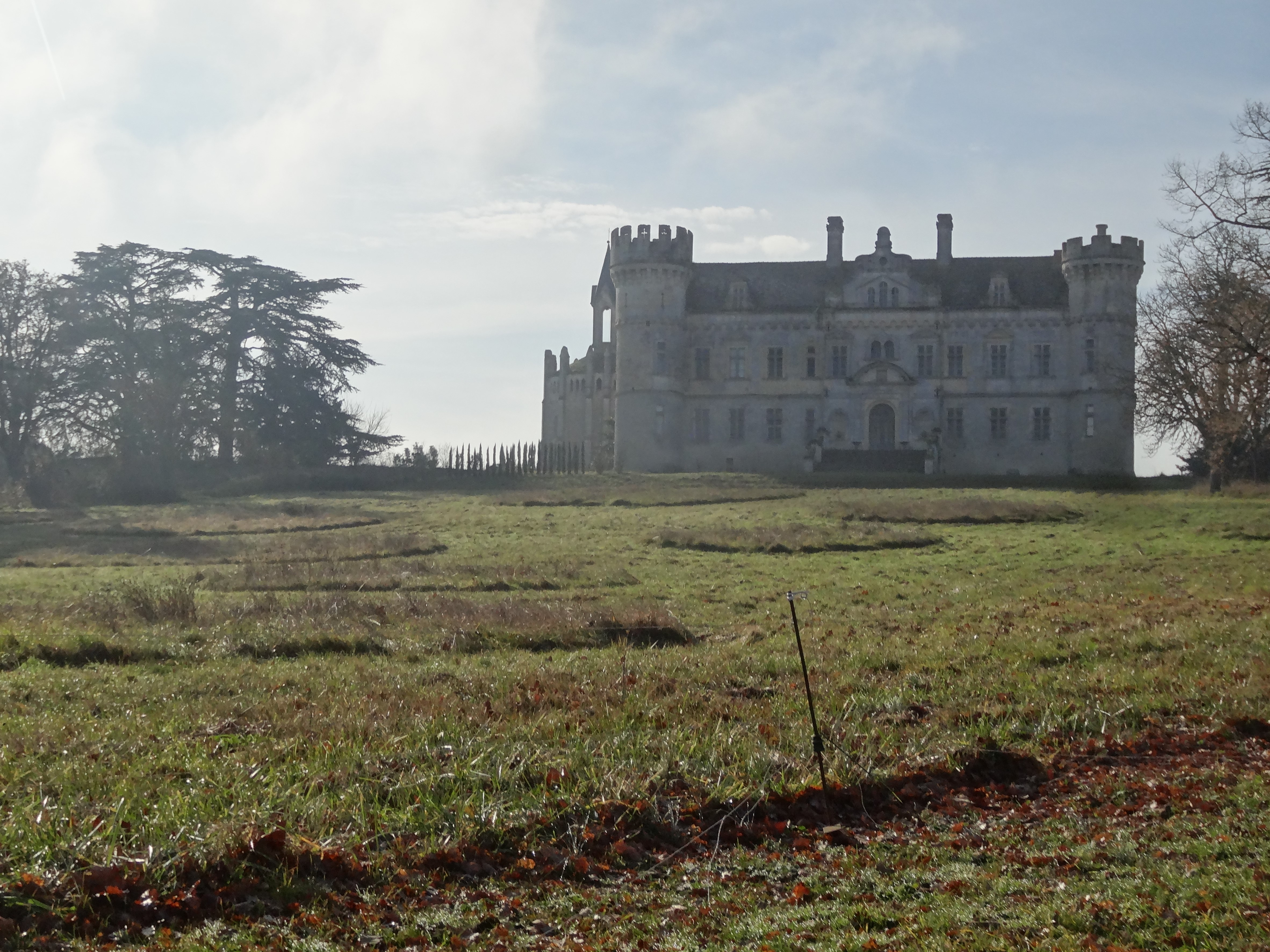
Schloss Fieux
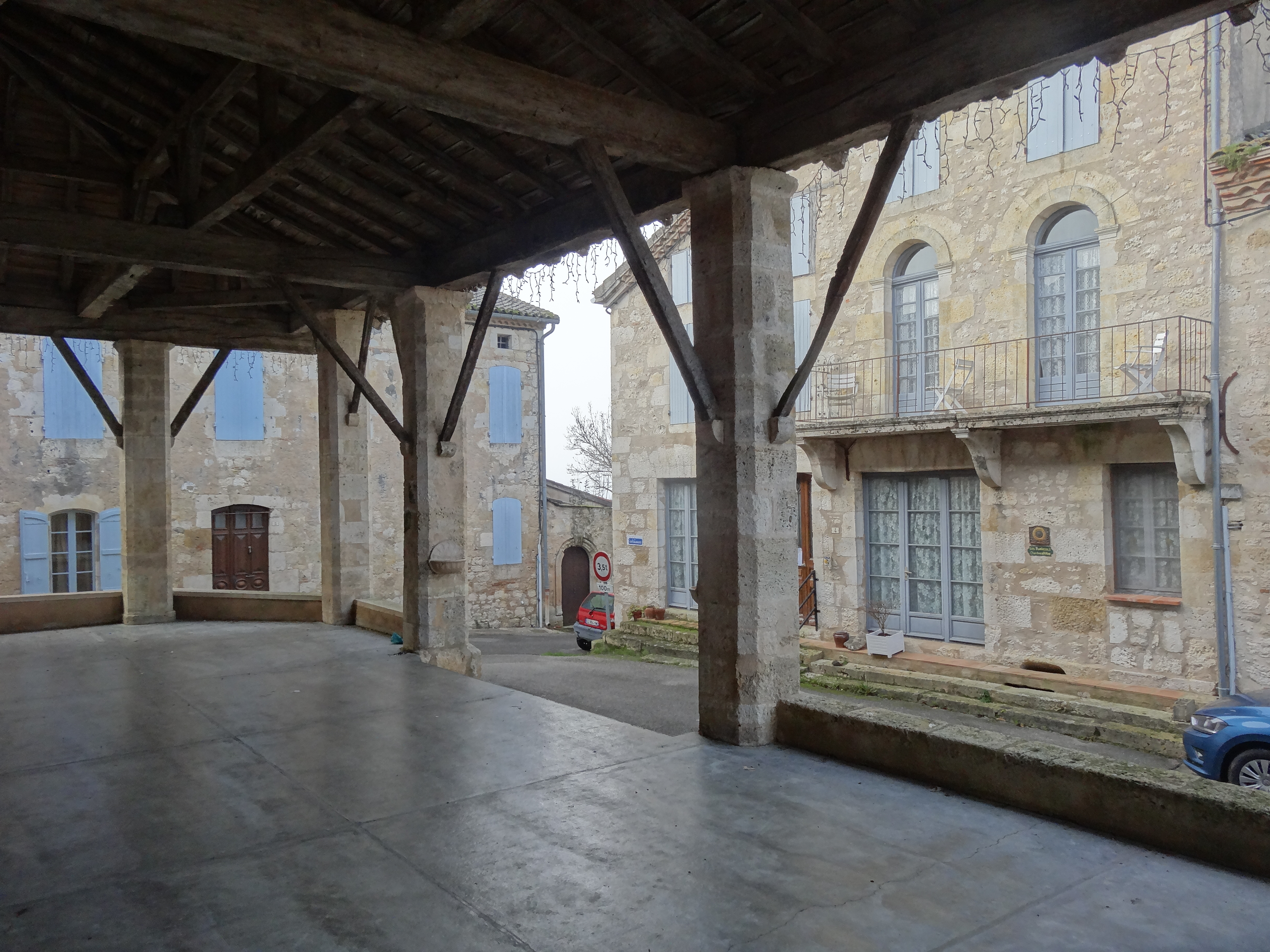
Ehemalige Markthalle
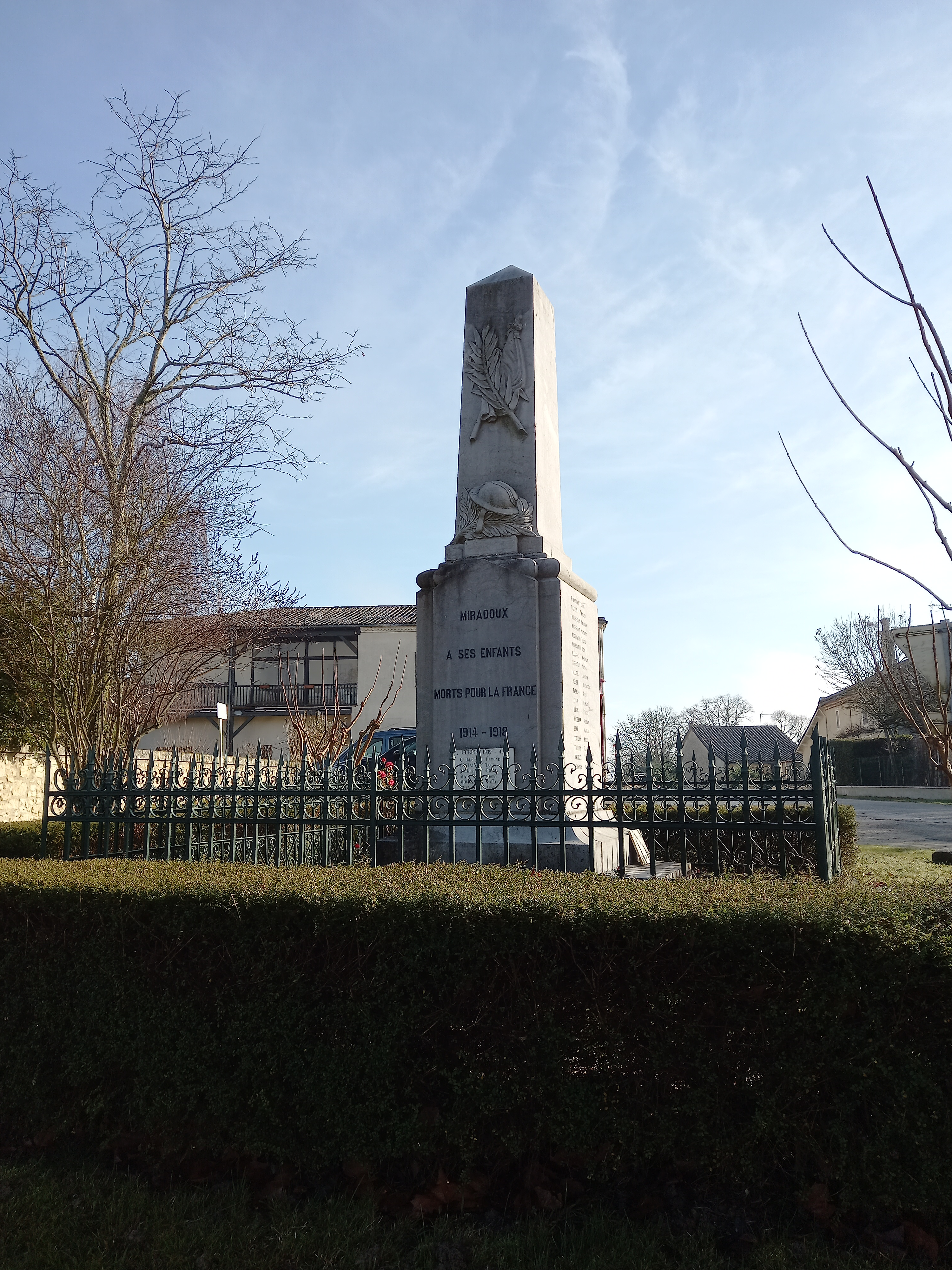
Gefallenendenkmal